# Gymnastik vid olympiska sommarspelen 1908
Gymnastiken vid de olympiska sommarspelen 1908 i London bestod av 2 grenar i artistisk gymnastik. Ingen nation vann mer än en medalj.

## Medaljörer
| Gren                    | Guld | Silver | Brons |
| Mångkamp, ind. detaljer | Alberto Braglia Italien | Walter Tysall Storbritannien | Louis Ségura Frankrike |
| Mångkamp, lag detaljer  | Sverige Gösta Åsbrink Carl Bertilsson Hjalmar Cedercrona Andreas Cervin Rudolf Degermark Carl Wilhelm Folcker Sven Forsman Erik Granfelt Carl Hårleman Nils Hellsten Gunnar Höjer Arvid Holmberg Carl Holmberg Oswald Holmberg Hugo Jahnke John Jarlén Gustaf Johnsson Rolf Jonsson Nils von Kantzow Sven Landberg Olle Lanner Axel Ljung Osvald Moberg Carl Martin Norberg Erik Norberg Tor Norberg Axel Norling Daniel Norling Gösta Olson Leonard Peterson Sven Rosén Gustaf Rosenquist Axel Sjöblom Birger Sörvik Haakon Sörvik Karl-Johan Svensson Karl-Gustaf Vingqvist Nils Widforss | Norge Arthur Amundsen Carl Albert Andersen Otto Authén Hermann Bohne Trygve Bøyesen Oskar Bye Conrad Carlsrud Sverre Grøner Harald Halvorsen Harald Hansen Petter Hol Eugen Ingebretsen Ole Iversen Per Mathias Jespersen Sigge Johannessen Nicolai Kiær Carl Klæth Thor Larsen Rolf Lefdahl Hans Lem Anders Moen Frithjof Olsen Carl Alfred Pedersen Paul Pedersen Sigvard Sivertsen John Skrataas Harald Smedvik Andreas Strand Olaf Syvertsen Thomas Thorstensen | Finland Eino Forsström Otto Granström Johan Kemp Iivari Kyykoski Heikki Lehmusto John Lindroth Yrjö Linko Edvard Linna Matti Markkanen Kaarlo Mikkolainen Veli Nieminen Kaarlo Kustaa Paasia Arvi Pohjanpää Aarne Pohjonen Eino Railio Heikki Riipinen Arno Saarinen Einar Werner Sahlstein Aarne Salovaara Karl Sandelin Elis Sipilä Viktor Smeds Kaarlo Soinio Kurt Enoch Stenberg Väinö Tiiri Karl Magnus Wegelius |

## Medaljtabell
| Pl. | Nation         | Guld | Silver | Brons | Totalt |
| --- | -------------- | ---- | ------ | ----- | ------ |
| 1   | Italien        | 1    | 0      | 0     | 1      |
| 1   | Sverige        | 1    | 0      | 0     | 1      |
| 3   | Storbritannien | 0    | 1      | 0     | 1      |
| 3   | Norge          | 0    | 1      | 0     | 1      |
| 5   | Finland        | 0    | 0      | 1     | 1      |
| 5   | Frankrike      | 0    | 0      | 1     | 1      |

## Deltagande nationer
Totalt deltog 327 gymnaster:
- Belgien (2)
- Böhmen (2)
- Kanada (2)
- Danmark (24)
- Finland (31)
- Frankrike (60)
- Tyskland (11)
- Storbritannien (65)
- Ungern (6)
- Italien (32)
- Nederländerna (23)
- Norge (30)
- Sverige (38)
- Turkiet (1)